# Richard Lyon
Richard „Dick“ Avery Lyon (* 7. September 1939 in San Fernando, Kalifornien; † 8. Juli 2019 in Huntington Lake, Kalifornien) war ein Ruderer aus den Vereinigten Staaten, der 1964 eine olympische Bronzemedaille gewann.

## Karriere
Der 1,91 m große Lyon graduierte 1961 an der Stanford University. 1964 gehörte er dem Vierer ohne Steuermann des Lake Washington Rowing Club in Seattle an. Philip Durbrow, Richard Lyon, Theodore Mittet und Ted Nash belegten im Vorlauf bei den Olympischen Spielen 1964 den zweiten Platz hinter den Briten. Wegen einer Erkrankung wurde Durbrow ab dem Hoffnungslauf von Geoffrey Picard ersetzt. Mit ihrem Sieg im Hoffnungslauf erreichte die Crew das Finale. Im Finale setzten sich drei Boote vom Rest des Feldes ab und machten die Medaillen unter sich aus, die Dänen gewannen Gold vor den Briten und der US-Crew. Acht Jahre später konnte sich Lyon zusammen mit Lawrence Hough im Zweier ohne Steuermann für die Olympischen Spiele in München qualifizieren, die beiden belegten den neunten Platz.
Lyon war später als Ingenieur bei der Hewlett-Packard Company tätig. Unter anderem entwickelte er eine Technik für einen Ergometer-Test, wie er weltweit im Rudersport verwendet wird.